# Dagon Star United FC
Der Dagon Star United Football Club, auch als The Brewers oder The Brewing Lions bekannt, ist ein myanmarischer Fußballverein aus Rangun. Der Verein spielt in der höchsten Liga des Landes, der Myanmar National League.

## Vereinsgeschichte
Der Verein wurde 2009 im Dagon Township in Rangun als Dagon Football Club (birmanisch ဒဂုံ ဘောလုံးအသင်းေ) gegründet. Von 2013 bis 2018 spielte der Verein in der zweithöchsten Liga des Landes, der MNL-2. 2018 wurde man Vizemeister und stieg in die Myanmar National League, der höchsten Liga, auf. 2022 wurde der Verein in Dagon Star United Football Club umbenannt.

## Vereinserfolge
- Myanmarischer Zweitligavizemeister: 2018

## Stadion
Der Verein trug bis 2018 seine Heimspiele in nachfolgend aufgeführten Stadien aus:
| Saison | Stadion                                            | Standort | Kapazität            |
| ------ | -------------------------------------------------- | -------- | -------------------- |
| 2018   | Salin Stadion Padonmar Stadium Thuwanna-Stadion    | Rangun   | 8000 13.500 32.000   |
| 2017   | Thuwanna-Stadion Aung San Stadium Padonmar Stadium | Rangun   | 32.000 40.000 13.500 |
| 2016   | Salin Stadium Aung San Stadium Padonmar Stadium    | Rangun   | 8000 40.000 13.500   |

## Saisonplatzierung seit 2013
| Saison               | Liga                    | Liga     | Liga     | Liga     | Liga     | Liga     | Liga     | Liga     | Liga |
| Saison               | Liga                    | Spiele   | S        | U        | N        | Tore     | Punkte   | Position |      |
| Dagon FC             | Dagon FC                | Dagon FC | Dagon FC | Dagon FC | Dagon FC | Dagon FC | Dagon FC | Dagon FC |      |
| -------------------- | ----------------------- | -------- | -------- | -------- | -------- | -------- | -------- | -------- | ---- |
| 2013                 | MNL-2                   | 16       | 3        | 3        | 10       | 26:34    | 12       | 7.       |      |
| 2014                 | MNL-2                   | 17       | 11       | 0        | 6        | 31:18    | 33       | 3.       |      |
| 2015                 | MNL-2                   | 18       | 10       | 4        | 4        | 38:17    | 34       | 4.       |      |
| 2016                 | MNL-2                   | 22       | 4        | 8        | 10       | 25:36    | 43       | 9.       |      |
| 2017                 | MNL-2                   | 18       | 5        | 3        | 10       | 20:27    | 18       | 8.       |      |
| 2018                 | MNL-2                   | 12       | 5        | 5        | 2        | 23:17    | 20       | 2. ▲     |      |
| 2019                 | Myanmar National League | 22       | 5        | 3        | 14       | 29:46    | 18       | 11. ▼    |      |
| 2020                 | keine Teilnahme         |          |          |          |          |          |          |          |      |
| 2021                 | keine Austragung        |          |          |          |          |          |          |          |      |
| Dagon Star United FC |                         |          |          |          |          |          |          |          |      |
| 2022                 | MNL-2                   | 10       | 5        | 5        | 0        | 15:8     | 20       | 3. ▲     |      |
| 2023                 | Myanmar National League | 22       | 9        | 4        | 9        | 33:31    | 31       | 5.       |      |
| 2024/25              | Myanmar National League | 22       | 12       | 4        | 6        | 36:22    | 40       | 4.       |      |

## Kader
Stand: April 2024
| Nr. |         | Position | Name            |
| --- | ------- | -------- | --------------- |
| 2   | Myanmar | AB       | Koe Than Zaw    |
| 3   | Myanmar | AB       | Thein Than Win  |
| 4   | Myanmar | AB       | Sithu Naing     |
| 5   | Myanmar | AB       | Zaw Ye Tun      |
| 6   | Myanmar | MF       | Maung Maung Win |
| 7   | Myanmar | MF       | Zayar Naing     |
| 8   | Myanmar | MF       | Thet Paing Htoo |
| 9   | Myanmar | MF       | Myo Zaw Oo      |
| 10  | Myanmar | ST       | Nyi Nyi         |
| 11  | Myanmar | ST       | Wai Yan Phyo    |
| 12  | Myanmar | AB       | Kyaw Zin Lwin   |
| 14  | Myanmar | MF       | Yan Lin Aung    |

| Nr. |         | Position | Name                |
| --- | ------- | -------- | ------------------- |
| 17  | Myanmar | MF       | Aung Thiha          |
| 18  | Myanmar | ST       | Peter Aung Wai Htoo |
| 19  | Myanmar | ST       | Thura Min Naing     |
| 20  | Myanmar | TW       | Kaung Sat Aung      |
| 22  | Myanmar | TW       | Zin Nyi Nyi Aung    |
| 27  | Myanmar | ST       | Phyo Khant Nyein    |
| 34  | Myanmar | MF       | Thein Tan           |
| 43  | Myanmar | MF       | Yar Zar Myo Min     |
| 44  | Myanmar | MF       | Thet Paing Soe      |
| 66  | Myanmar | AB       | La Wun Htet         |
| 70  | Myanmar | ST       | Aung Kyaw Naing     |
| 77  | Myanmar | ST       | Swan Htet           |